# خدنگچه سرتخت
خدنگچه سرتخت (نام علمی: Crossarchus platycephalus) نام یک گونه از سرده خدنگچه است.